# 左树声
左树声（1958年4月13日—），中国天津河西区人，退役足球运动员，昵称“左二”，是天津队以及国家队历史上闻名遐迩的名将。
左树声在1972年开始接受专业训练，1975年被时任天津队主教练沈福儒上调至一线队，司职前锋或前卫，1978年被选入中国国家足球队，到1985年五一九事件后退出国家队止，左树声共为中国队打入23粒正式国际比赛入球，其中14粒为A级比赛入球，并常年担任国家队队长。由于作风勇猛，因此也被球迷称为“拼命三郎”。1988年，左树声转会荷兰足球甲级联赛球队兹沃勒，效力1年后退役。
1989年开始执教生涯。1991年，左树声执教天津大桥焊条队。1992年，左树声担任天津足球一队主教练；职业化之后担任天津队助理教练。1996年接替因内讧而辞职的老帅蔺新江出任天津三星队主教练，但次年因为与俱乐部高层的矛盾激化而辞职。此后他曾到新加坡新麒队执教，又在重庆红岩、成都五牛和甘肃天马担任助理教练。2007年他回到天津担任预备队主教练。
2008年5月，由于在开局阶段战绩不佳，捷克老帅雅拉宾斯基又与球队不和而下课，左树声二度出任天津队主教练，凭借自己的威望和人格魅力很好的梳理了球队。在那个赛季接手球队后，天津泰达队不但获得了职业联赛的最佳排名，还率队第一次闯进亚冠联赛。但是在2009年赛季，开局顺利的津门虎，却再一次遭遇内部问题，作为主帅的左树声被夹在球员和俱乐部高层之间显得无能为力，最终在赛季结束后卸任。离职之后的左树声开始参与青少年足球培养工作，曾担任天津市青少年足球训练中心总监。目前担任天津市足协副主席。
他的大哥左树起是70年代天津队的主力球员，曾担任天津二队的主教练；弟弟左树发则是80年代天津队全盛时期的主力边锋。